# Unió d'empresaris d'hostaleria i turisme Costa Brava
La Unió d'empresaris d'hostaleria i turisme Costa Brava, és una entitat gremial sense ànim de lucre, que treballa per a la defensa dels interessos de les empreses del sector de l'hostaleria. Sorgeix de la fusió pràctica, l'any 2002, de les Associacions d'hotels, de restaurants i de Bars de la comarca del Baix Empordà creades l'any 1978.

## Publicacions
Les seves publicacions donen a conèixer l'oferta turística i la cuina de la zona, així com les seves activitats en cartells, guies, butlletins i catàlegs en diversos idiomes i curosos dissenys.
Es van editar diversos llibres recull de les mostres gastronòmiques. El primer l'any 1984, amb l'editorial Gaia Ciència dirigida per Rosa Regàs, recollia les receptes de plats presentats a la I Mostra Gastronòmica de l'Empordanet. Després d'una etapa en blanc, l'any 1990, en col·laboració amb Edicions Baix Empordà i sota la direcció de Joaquim Turró, s'encetà una col·lecció de cinc volums sota el nom genèric de “Cuina de l'Empordanet”. Els títols foren: Mar i muntanya, la picada, el peix, el sofregit i les postres. Tots aquests llibres s'han escrit i editat en català, que ha estat sempre l'idioma emprat per l'entitat.
L'entitat també edita la revista Timó. És una revista en format paper, d'edició bimensual que recull totes les activitats del Grup Costa Brava Centre, novetats del sector, articles d'opinió, etc. El primer número de la revista es va publicar el mes de febrer de 1978.

## Beca
La Unió promou la beca Xiquet Sabater té per objectiu ajudar a millorar la formació dels professionals del sector com a màxima garantia de la qualitat de l'oferta turística i per l'èxit de les empreses del sector. L'any 1997, per tal de recordar la figura de Xiquet (Francesc Sabater Mècre, 1922-1995), la junta directiva de la Unió va decidir que res millor que esperonar les noves generacions a completar la seva formació i així poder contribuir al seu ideari de millora constant del país i de l'oferta turística. Per aquest motiu, i com a homenatge a qui fou president de l'entitat al llarg de prop de divuit anys i un dels hotelers més emblemàtics de la història del món hoteler d'Espanya, es va convocar la I edició de la Beca Xiquet Sabater, amb l'objectiu de facilitar l'accés a la formació de nivell superior als estudiants d'hostaleria i turisme. La primera Beca, concedia l'any 1997, es va dotar amb un milió de pessetes i ca comptar amb el suport dels Departaments d'Ensenyament i d'Indústria, Comerç i Turisme de la Generalitat de Catalunya i de La Caixa.